# Anelaphus crispulum
Anelaphus crispulum là một loài bọ cánh cứng trong họ Cerambycidae.